# Antrostomus badius
El chotacabras guatemalteco, chotacabra yucateca, tapacamino huil o tapacaminos yucateco  (Antrostomus badius) es una especie de ave caprimulgiforme de la familia Caprimulgidae. Su área de distribución incluye México, Guatemala, Belice, Nicaragua (ocasionalmente) y posiblemente Honduras. Su hábitat consiste de bosque seco subtropical y tropical. No tiene subespecies reconocidas.